# 위제하
위제하(魏濟河, 1920년 4월 30일 ~ 2017년 1월 23일)는 한국의 독립운동가이다.

## 생애
1934년 10월 평안북도 정주군 갈산면 애도동에서 독서회 조직인 "조선을 빛내는 소년회가 되자"라는 뜻의 광조소년회를 조직하여 민족의식 및 조선독립사상을 고취하는 독립운동을 벌였다. 그는 조선중앙일보에서 소사를 하면서 몽양 여운형, 인촌 김성수 등 활동에 감화되었다고도 한다. 광조소년회는 1938년경 겨울에 애도야학소년회로 명칭을 변경하기도 하였다. 1940년 3월까지 이 모임의 회장으로 활동하면서 민족의식 및 조선독립사상을 고취하다가 1940년 8~9월경 체포되어 옥고를 치렀다.
해방후 1949년 감리교신학대학교를 전문학사 학위했다. 1963년부터 아동양육복지시설 진우원 원장 등으로 복지에 종사하였다.
2009년 자식들이 국사편찬위원회에서 자료를 찾기 시작하면서 2010년 건국훈장 대통령 표창을 받았다.
2011년 KBS 예능 프로그램 1박 2일 시청자 투어 3탄에 출연하기도 했다.